# Nagy Aguilera
Nagy Aguilera De La Rosa (ur. 28 maja 1986) – dominikański bokser wagi ciężkiej.

## Kariera Zawodowa
3 sierpnia 2008 roku Nagy Aguilera zadebiutował na zawodowym ringu. W 2 rundzie pokonał przez nokaut Tyyaba Beale'a.
11 grudnia 2009 r. Aguilera zmierzył się z byłym Mistrzem Świata federacji WBC wagi ciężkiej Olegiem Maskajewem. Reprezentant Dominikany zwyciężył już w pierwszej rundzie przez techniczny nokaut.
12 marca 2010 Nagy Aguilera przegrał z Samuelem Peterem w 2 rundzie przez techniczny nokaut. Walka była oficjalnym eliminatorem federacji IBF dającym możliwość walki o pas mistrzowski.
15 października 2010 Aguilera przegrał po 10 rundach jednogłośnie na punkty (trzykrotnie 92:98) z Antonio Tarverem.
14 maja 2011 Nagy Aguilera został pokonany przez byłego rywala Tomasza Adamka, Chrisa Arreolę, w 3 rundzie przez nokaut.
24 marca 2012 Aguilera przegrał jednogłośnie na punkty, po 10-rundowej walce, z Tomaszem Adamkiem, stosunkiem punktowym 91-99 i dwukrotnie 90-100.